# Subsecretaría de Pesca y Acuicultura de Chile
La Subsecretaría de Pesca y Acuicultura (también conocida por su acrónimo, Subpesca) es la subsecretaría de Estado de Chile dependiente del Ministerio de Economía, Fomento y Turismo, que tiene como función proponer la política pesquera y de acuicultura nacional y sus formas de aplicación, así como también impartir instrucciones para su ejecución. Desde el 11 de marzo de 2022 el subsecretario respectivo es Julio Salas Gutiérrez, actuando bajo el gobierno de Gabriel Boric.
Sus oficinas centrales se encuentran en la ciudad de Valparaíso, y cuenta con ocho direcciones zonales, ubicadas en Iquique, Coquimbo, Constitución, Concepción, Valdivia, Puerto Montt, Puerto Aysén y Punta Arenas.

## Historia
Fue creada como «Subsecretaría de Pesca» el 21 de diciembre de 1976, mediante el Decreto Ley 1626, pero sus funciones y atribuciones recién fueron establecidas en diciembre de 1978, con la publicación del Decreto Ley 2442 que también creó el Servicio Nacional de Pesca (Sernapesca) y el Consejo Nacional de Pesca. Durante sus primeros años las oficinas centrales funcionaron en Santiago.
En julio de 1985 —junto con Sernapesca— la sede de la Subsecretaría se trasladó a su actual ubicación en la ciudad de Valparaíso.
Su denominación actual, «Subsecretaría de Pesca y Acuicultura», fue otorgada por Ley 20597 del 3 de agosto de 2012.

## Estructura
La Subsecretaría está organizada sobre la base de cuatro divisiones:
- División Jurídica
- División de Administración Pesquera
  - Departamento de Pesquerías
    - Unidad de Recursos Bentónicos
    - Unidad de Pesquerías Demersales
    - Unidad de Crustáceos
    - Unidad de Recursos Altamente Migratorios
    - Unidad de Pesquerías Pelágicas
    - Unidad de Conservación y Biodiversidad
    - Unidad de Trámites Pesca Extractiva
- División de Acuicultura
  - Unidad de Asuntos Ambientales
  - Unidad Ordenamiento Territorial
  - Unidad de Asuntos Sanitarios y Plagas
  - Análisis y Gestión de Procesos de Acuicultura
  - Unidad de Gestión y Políticas
- División de Desarrollo Pesquero
  -     - Unidad de Innovación y Desarrollo
    - Unidad de Asuntos Indígenas

  - Departamento de Pesca Artesanal
  - Departamento de Análisis Sectorial
  - Departamento de Coordinación Pesquera
    - Unidad de Asuntos Internacionales
- Departamento de Difusión y Cooperación Pesquera
- Departamento Administrativo
  - Unidad de Abastecimiento
  - Unidad de Gestión y Desarrollo de Personas
  - Unidad de Presupuesto
  - Unidad de Informática
  - Oficinas de Partes y Archivos

## Subsecretarios

### Subsecretarios de Pesca (1976–2012)
| Retrato | Subsecretario/a              | Partido | Inicio                  | Final                   | Presidente                 |
| ------- | ---------------------------- | ------- | ----------------------- | ----------------------- | -------------------------- |
|         | José Radic Prado             | Militar | 19 de mayo de 1977      | 14 de diciembre de 1979 | Augusto Pinochet Ugarte    |
|         | Roberto Verdugo Gormaz       | Ind.    | 14 de diciembre de 1979 | 6 de junio de 1986      | Augusto Pinochet Ugarte    |
|         | Roberto Cabezas Bello        | Ind.    | 6 de junio de 1986      | 11 de marzo de 1990     | Augusto Pinochet Ugarte    |
|         | Andrés Couve Rioseco         | PPD     | 11 de marzo de 1990     | 11 de marzo de 1994     | Patricio Aylwin Azócar     |
|         | Patricio Bernal Ponce        | ?       | 11 de marzo de 1994     | 28 de agosto de 1996    | Eduardo Frei Ruiz-Tagle    |
|         | Juan Manuel Cruz Sánchez     | PDC     | 28 de agosto de 1996    | 11 de marzo de 2000     | Eduardo Frei Ruiz-Tagle    |
|         | Daniel Albarrán Ruiz-Clavijo | Ind.    | 11 de marzo de 2000     | 29 de agosto de 2001    | Ricardo Lagos Escobar      |
|         | Felipe Sandoval Precht       | PDC     | 29 de agosto de 2001    | 11 de marzo de 2006     | Ricardo Lagos Escobar      |
|         | Carlos Hernández Salas       | PS      | 11 de marzo de 2006     | 17 de julio de 2007     | Michelle Bachelet Jeria    |
|         | Jorge A. Chocair Santibáñez  | PRSD    | 23 de julio de 2007     | 11 de marzo de 2010     | Michelle Bachelet Jeria    |
|         | Pablo Galilea Carrillo       | RN      | 11 de marzo de 2010     | 3 de agosto de 2012     | Sebastián Piñera Echenique |

### Subsecretarios de Pesca y Acuicultura (2012–presente)
| Retrato | Subsecretario/a           | Partido | Inicio              | Final               | Presidente                 |
| ------- | ------------------------- | ------- | ------------------- | ------------------- | -------------------------- |
|         | Pablo Galilea Carrillo    | RN      | 3 de agosto de 2012 | 11 de marzo de 2014 | Sebastián Piñera Echenique |
|         | Raúl Súnico Galdames      | PS      | 11 de marzo de 2014 | 21 de enero de 2017 | Michelle Bachelet Jeria    |
|         | Paolo Trejo Carmona (s)   | Ind.    | 21 de enero de 2017 | 10 de abril de 2017 | Michelle Bachelet Jeria    |
|         | Pablo Berazaluce Maturana | PDC     | 10 de abril de 2017 | 11 de marzo de 2018 | Michelle Bachelet Jeria    |
|         | Eduardo Riquelme Portilla | RN      | 11 de marzo de 2018 | 11 de julio de 2019 | Sebastián Piñera Echenique |
|         | Román Zelaya Ríos         | RN      | 11 de julio de 2019 | 6 de enero de 2021  | Sebastián Piñera Echenique |
|         | Alicia Gallardo Lagno     | Ind.    | 6 de enero de 2021  | 11 de marzo de 2022 | Sebastián Piñera Echenique |
|         | Julio Salas Gutiérrez     | FA      | 11 de marzo de 2022 | en el cargo         | Gabriel Boric Font         |